# 波特爾 (葡萄牙)
38°18′N 7°42′W / 38.300°N 7.700°W

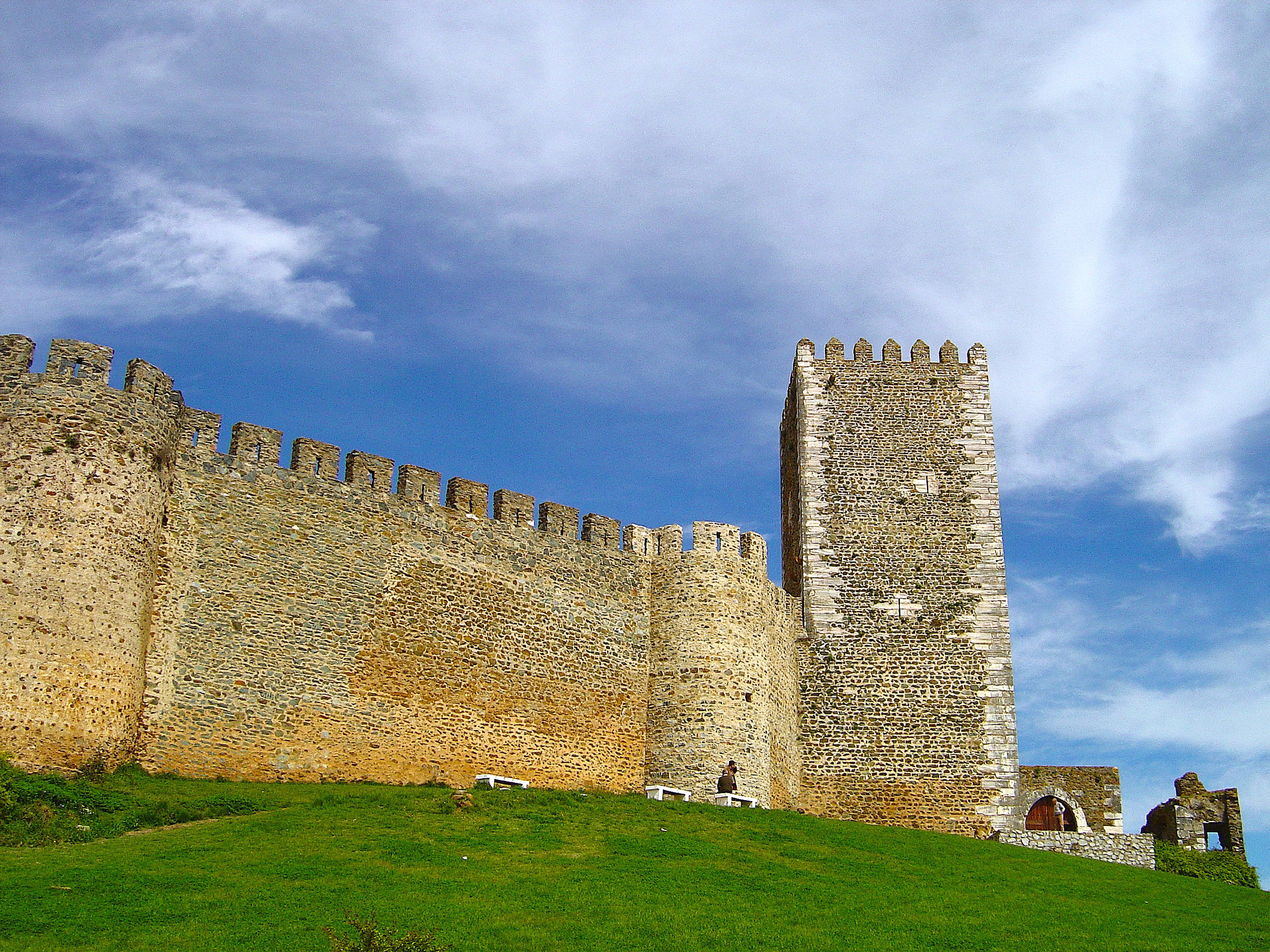

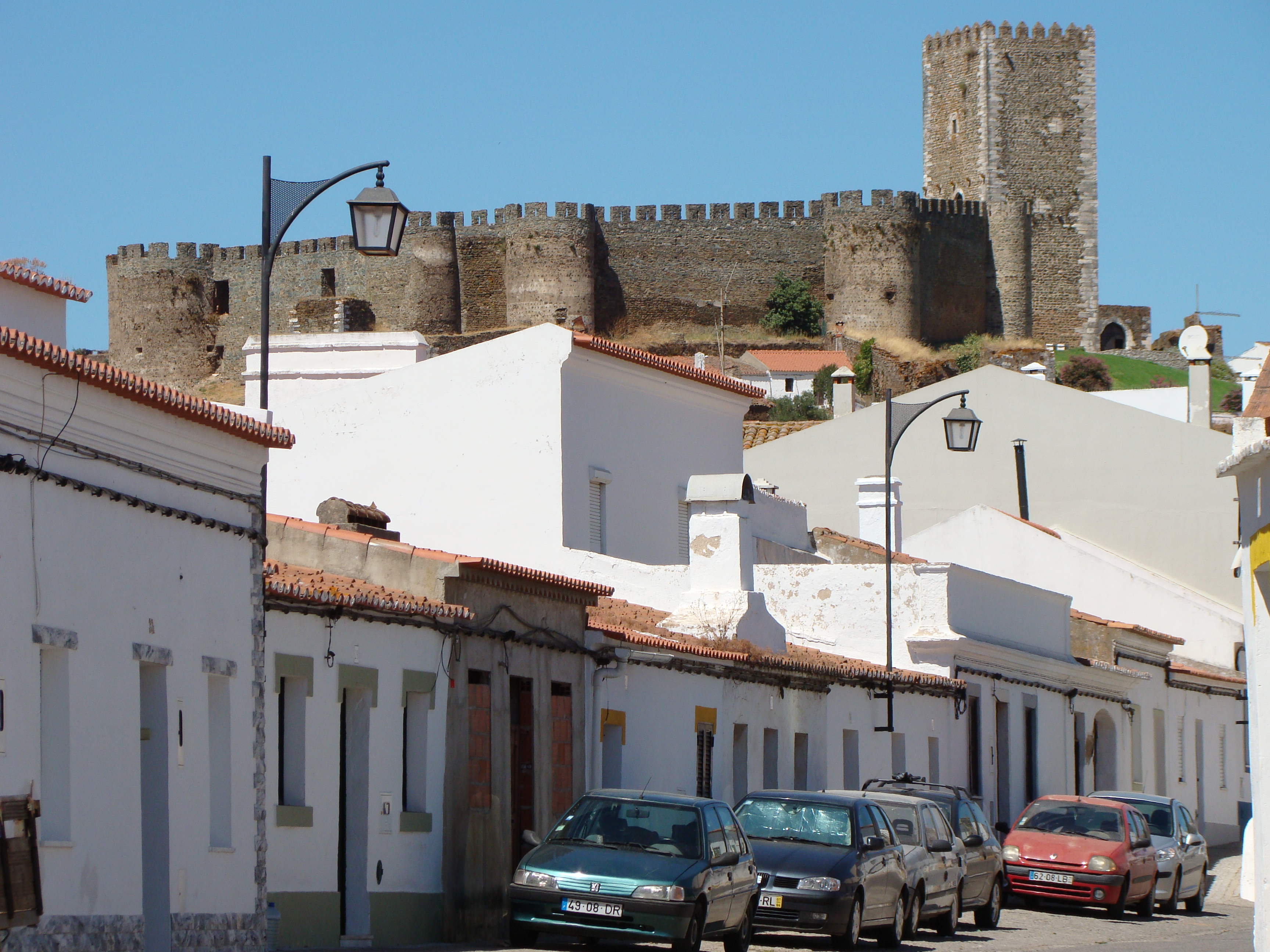

波特爾（葡萄牙語：Portel），是葡萄牙的城鎮，位於該國中南部，由埃武拉區負責管轄，始建於1262年，面積601.01平方公里，2011年人口6,428，該城鎮人口密度每平方公里10.7人。